# Sainte-Radégonde
Sainte-Radégonde is een gemeente in het Franse departement Vienne (regio Nouvelle-Aquitaine) en telt 152 inwoners (2004). De plaats maakt deel uit van het arrondissement Montmorillon.

## Geografie
De oppervlakte van Sainte-Radégonde bedraagt 12,9 km², de bevolkingsdichtheid is 11,8 inwoners per km².
De onderstaande kaart toont de ligging van Sainte-Radégonde met de belangrijkste infrastructuur en aangrenzende gemeenten.

## Demografie
Onderstaande figuur toont het verloop van het inwonertal (bron: INSEE-tellingen).